# خرارة
خَرَّارَة (الاسم العلمي: Spreo)، جنس طير بديلي من فصيلة الزرزوريات. أعطانه ممتدة من إفريقية الشرقية إلى الجنوبية. جسمه متوسط القد قريب الشبه بالزرزور إلا أنه أطول ساقًا وأعرض ذنبًا. ثوبه جميل الألوان المتراكبة يعلوها الأخضر الأسفع. بطنه وزمكاه إلى الصهبة الحنطية. ريشه مرغوبٌ فيه، شائع الاستعمال التزييني. عادًة ما يتم جمعها الآن في جنس زرزور لماع. ويحتوي الجنس على الأنواع التالية.
| الصورة | الاسم العلمي       | الاسم الشائع           | التوزيع                                      |
| ------ | ------------------ | ---------------------- | -------------------------------------------- |
|        | Spreo albicapillus | White-crowned starling | جيبوتي وإثيوبيا وكينيا والصومال.             |
|        | Spreo fischeri     | Fischer's starling     | جنوب إثيوبيا والصومال إلى شرق كينيا وتنزانيا |
|        | Spreo bicolor      | Pied starling          | جنوب أفريقيا وليسوتو وسوازيلند               |
|        | Spreo unicolor     | Ashy starling          | كينيا وتنزانيا                               |